# Ozodicera (Ozodicera) caudifera
Ozodicera (Ozodicera) caudifera is een tweevleugelige uit de familie langpootmuggen (Tipulidae). De soort komt voor in het Neotropisch gebied.